# 沃伦沙丘州立公园
沃伦沙丘州立公园（英語：Warren Dunes State Park）是密歇根州贝林县一个占地1,952英亩（7.90平方公里）的州立公园，位于密歇根湖东岸。公园的大沙丘和湖滨沙滩使它成为密歇根州最受欢迎的州立公园之一，平均每年约有100万游客。
公园里到处都是大沙丘。公园的沙丘包括富勒山（Mt. Fuller）、派克斯峰（Pikes Peak）和爱德华兹山（Mt. Edwards），其中最重要的是塔山（Tower Hill），它是公园的最高点，高出密歇根湖240英尺（73米）。这个沙丘是最容易被游客看到的，许多人喜欢爬上山坡，然后又冲下来。通往沙丘的便利使其成为练习滑沙运动的热门地点。
沙丘和湖滩地区由当地商人爱德华·柯克·沃伦保护下来，他最初购买这个地方是为了帮助一位遭遇重大经济困难的朋友。1930年，沃伦沙丘地区被接管为州立公园。

## 露营
截至2013年6月25日，根据谷歌搜索流量，沃伦沙丘是密歇根州最受欢迎的露营目的地之一。该公园包括两个主要营地：沃伦沙丘现代（Warren Dunes Modern）和沃伦沙丘半现代（Warren Dunes Semi-Modern）。沃伦沙丘现代有近200个露营场，位于沙丘的内陆一侧，距离海滩仅几步之遥。沃伦沙丘半现代是一个乡村风格，规模小得多，只有大约30个露营场。它有各种各样的露营场，有些具有很高的隐私，有些则相当接近。这两个营地都非常受欢迎，通常7月和8月都会满员。